# Shunta Shimura
Shunta Shimura (志村 駿太 Shimura Shunta?, nacido el 26 de abril de 1997 en Gunma) es un futbolista japonés que se desempeña como centrocampista.

## Trayectoria

### Clubes
| Club                | País  | Año         |
| ------------------- | ----- | ----------- |
| Thespakusatsu Gunma | Japón | 2016-2017 - |
| Tonan Maebashi      | Japón | 2018        |

## Estadística de carrera

### J. League
| Club                | Año   | J. League | J. League | Copa J. League | Copa J. League | Total | Total |
| Club                | Año   | Part.     | Goles     | Part.          | Goles          | Part. | Goles |
| ------------------- | ----- | --------- | --------- | -------------- | -------------- | ----- | ----- |
| Thespakusatsu Gunma | 2016  | 1         | 0         | -              | -              | 1     | 0     |
| Thespakusatsu Gunma | 2017  | 0         | 0         | -              | -              | 0     | 0     |
| Total               | Total | 1         | 0         | 0              | 0              | 1     | 0     |